# 理查·休德森
理查·休德森（英語：Richard Hudson；1971年11月4日—）是美国的一位政治人物。自2013年開始，他是北卡罗来纳州第8選舉區選出的聯邦眾議員。他的黨籍是共和黨。他畢業於北卡羅來納大學夏洛特分校。